# Апрмон (Горњи Алпи)
Апрмон (фр. Aspremont) насеље је и општина у југоисточној Француској у региону Прованса-Алпи-Азурна обала, у департману Горњи Алпи која припада префектури Гап.
По подацима из 2011. године у општини је живело 324 становника, а густина насељености је износила 17,49 становника/km². Општина се простире на површини од 18,52 km². Налази се на средњој надморској висини од 715 метара (максималној 1.378 m, а минималној 696 m).

## Демографија
| 1962. | 1968. | 1975. | 1982. | 1990. | 1999. | 2011. |
| ----- | ----- | ----- | ----- | ----- | ----- | ----- |
| 171   | 191   | 182   | 196   | 216   | 238   | 324   |

График промене броја становника у току последњих година